# Sao chổi vành đai chính

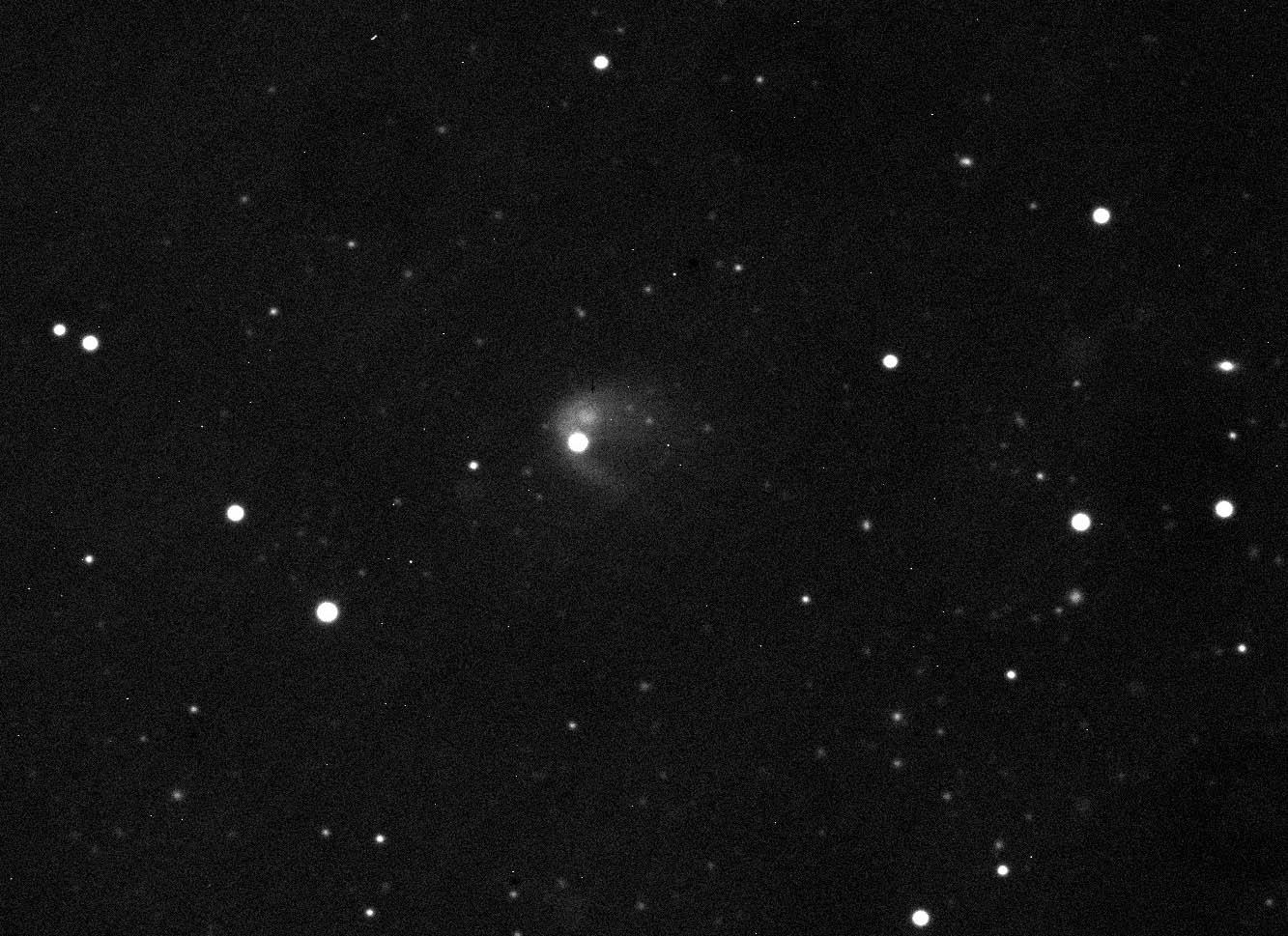
Tiểu hành tinh (596) Scheila có hình ảnh giống một sao chổi vào ngày 12 tháng 12 năm 2010

Sao chổi Vành đai chính (MBCS) là cơ quan theo quỹ đạo trong vành đai tiểu hành tinh đã cho thấy hoạt động giống sao chổi trong một phần của quỹ đạo của chúng. Phòng thí nghiệm Jet Propulsion định nghĩa một tiểu hành tinh vành đai chính là một tiểu hành tinh với bán trục lớn (trung bình khoảng cách từ Mặt Trời) của hơn 2 AU nhưng ít hơn 3,2 AU, và một điểm cận nhật (gần nhất cách tiếp cận khoảng cách đến Mặt Trời) không có ít hơn 1,6 AU. David Jewitt từ UCLA chỉ ra rằng các đối tượng này có nhiều khả năng không phải sao chổi với nước đá thăng hoa, nhưng các tiểu hành tinh mà triển lãm hoạt động bụi, và do đó ông và những người khác bắt đầu gọi các lớp học của các đối tượng tiểu hành tinh hoạt động. Việc đầu tiên sao chổi vành đai chính được phát hiện là 7968 Elst-Pizarro. Nó được phát hiện vào năm 1979 và đã được tìm thấy để có một cái đuôi bởi Eric Elst và Guido Pizarro vào năm 1996 và đưa ra các định 133P sao chổi / Elst-Pizarro.  

## Quỹ đạo

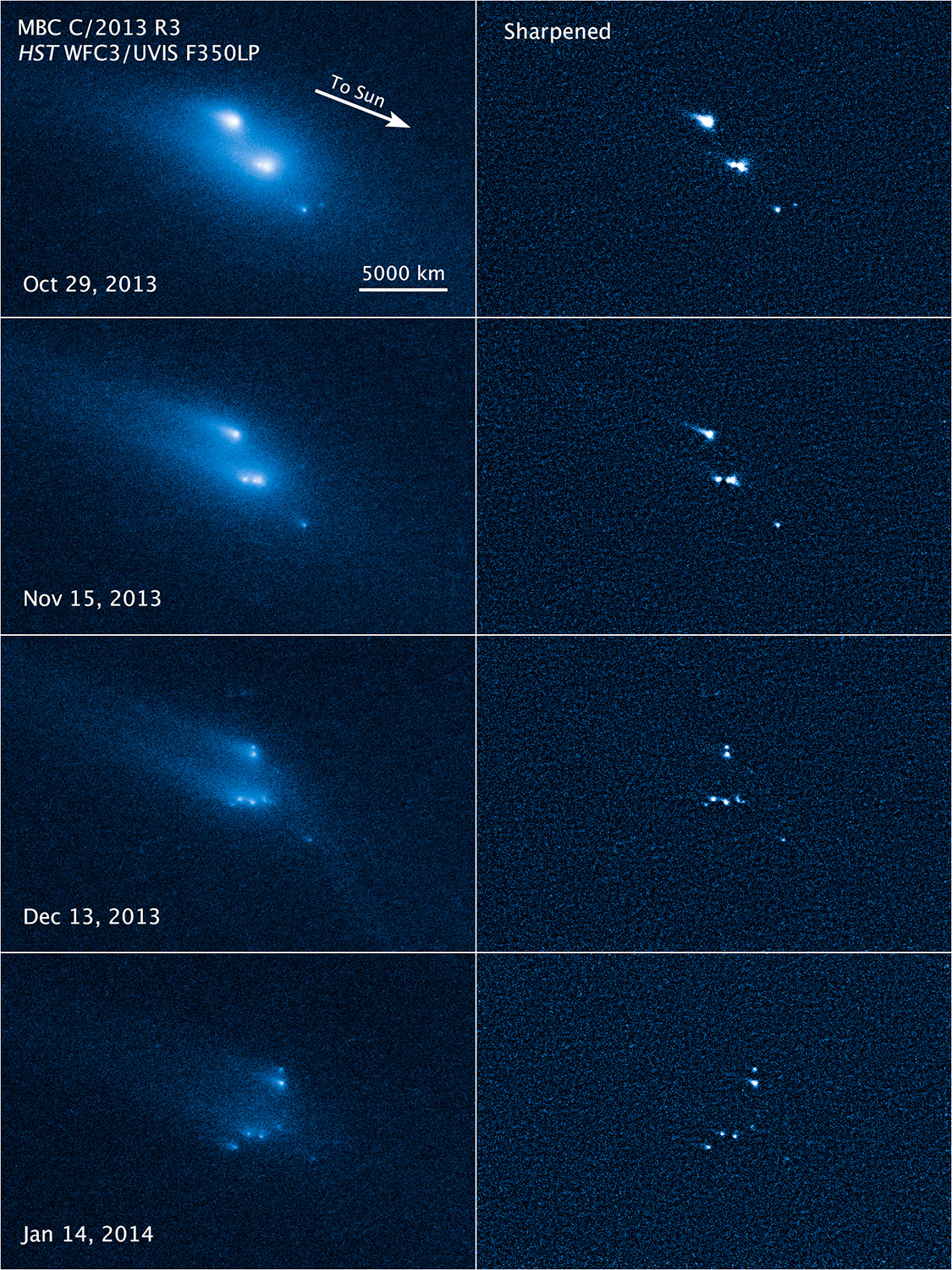
Sự tan rã của tiểu hành tinh P / 2013 R3 (quan sát của Kính viễn vọng không gian Hubble ngày 6 tháng 3 năm 2014)

Không giống như sao chổi, mà phần lớn quỹ đạo của chúng ở khoảng cách sao Mộc giống hoặc lớn hơn từ Mặt Trời, sao chổi vành đai chính theo quỹ đạo gần tròn trong vành đai tiểu hành tinh không thể phân biệt từ các quỹ đạo của tiểu hành tinh nhiều tiêu chuẩn. Mặc dù khá một vài sao chổi chu kỳ ngắn có trục lớn cũng nằm trong quỹ đạo của sao Mộc, sao chổi vành đai chính khác nhau có độ lệch tâm nhỏ và khuynh hướng tương tự như các tiểu hành tinh vành đai chính. Ba xác định sao chổi vành đai chính đầu tiên tất cả các quỹ đạo bên trong phần bên ngoài của vành đai tiểu hành tinh. 
Người ta không biết làm thế nào một cơ thể thống năng lượng mặt trời bên ngoài như các sao chổi khác có thể làm theo cách của mình vào một quỹ đạo lệch tâm-thấp điển hình của vành đai tiểu hành tinh, mà chỉ yếu ớt bị nhiễu loạn bởi các hành tinh. Do đó nó được giả định rằng không giống như sao chổi khác, các sao chổi vành đai chính được chỉ đơn giản là tiểu hành tinh băng giá, được hình thành trong một hệ thống năng lượng mặt trời trên quỹ đạo bên trong gần vị trí hiện tại của họ, và nhiều tiểu hành tinh ngoài có thể có băng. 

## Phóng xạ
Một số sao chổi vành đai chính được hiển thị một đuôi bụi sao chổi chỉ cho một phần của quỹ đạo của họ gần điểm cận nhật. Hoạt động trong 133P / Elst-Pizarro là tái phát, đã được quan sát thấy ở mỗi trong ba perihelia cuối cùng. Các hoạt động kéo dài trong một tháng hoặc một số [6] ra khỏi quỹ đạo mỗi 5-6 năm, và có lẽ do băng bị phát hiện bởi các tác động nhỏ trong 100-1000 năm ngoái. Các tác động này bị nghi ngờ khai quật các túi dưới bề mặt của vật liệu dễ bay hơi giúp em tiếp xúc với bức xạ mặt trời. 
Khi phát hiện ra trong tháng 1 năm 2010, P / 2010 A2 (LINEAR) đã bước đầu đưa ra một định sao chổi và được coi là một thành viên của nhóm này, nhưng P / 2010 A2 hiện nay được cho là phần còn lại của va chạm thiên thạch-tiểu hành tinh. Quan sát (596) Scheila chỉ ra rằng một lượng lớn bụi đã được khởi lên do tác động của một tiểu hành tinh có đường kính khoảng 35 mét.

### P/2013 R3
Trong tháng 10 năm 2013, các quan sát của P / 2013 R3, được chụp bằng 10,4 m Gran Telescopio Canarias trên đảo La Palma (Tây Ban Nha) cho thấy sao chổi này đã tan rã. Kiểm tra các hình ảnh CCD xếp chồng lên nhau thu được vào ngày 11 và 12 cho thấy sao chổi vành đai chính được trình bày một sự ngưng tụ trung tâm sáng đã được đi kèm với sự chuyển dịch của mình bằng ba mảnh hơn, A, B, C. Các sáng Một mảnh cũng đã được phát hiện ở vị trí báo cáo trong hình ảnh CCD thu được tại kính thiên văn 1,52 m của Nevada Observatory Sierra ở Granada vào ngày 12.
NASA báo cáo trên một loạt các hình ảnh chụp bởi kính viễn vọng không gian Hubble giữa ngày 29 Tháng 10 năm 2013 và ngày 14 tháng 1 năm 2014 cho thấy sự tách biệt ngày càng tăng của bốn cơ quan chính. Các hiệu ứng Yarkovsky-O'Keefe-Radzievsky-Paddack, gây ra bởi ánh sáng mặt trời, làm tăng tỷ lệ quay cho đến khi lực lượng ly tâm gây ra những đống gạch vụn để tách.

## Cấu tạo
Giả thuyết được đưa ra rằng sao chổi vành đai chính có thể là nguồn nước của Trái Đất, vì tỷ lệ deuterium-hydro của các đại dương của Trái Đất là quá thấp đối với các sao chổi cổ điển đã được các nguồn chính. 

## Thành phần
Thuật ngữ "vành đai chính sao chổi 'là một phân loại dựa trên quỹ đạo và sự hiện diện của một hình thái mở rộng. Nó không có nghĩa là các đối tượng này là sao chổi hoặc các vật liệu xung quanh hạt nhân của họ đã bị đẩy ra bởi sự thăng hoa của các chất bay hơi, như trên sao chổi.